# Кофактор
Кофактор — небольшое небелковое (и не производное от аминокислот) соединение (чаще всего ион металла), которое присоединяется к функциональному участку белка и участвует в его биологической деятельности. Такие белки обычно являются ферментами, поэтому кофакторы называют «молекулами-помощниками», которые участвуют в биохимических превращениях.
Термин «кофермент» был введён в начале XX века и обозначал часть некоторых ферментов, которая легко отделялась от белковой молекулы фермента и удалялась через полупроницаемую мембрану при диализе. Кофакторы классифицируются на неорганические ионы и комплексные органические молекулы, называемые коферментами. Последние обычно являются производными от витаминов. Кофактор, который прочно связан с белком (например, ковалентно), называют простетической группой.
Неактивный фермент без кофактора называют апоферментом, а фермент вкупе с кофактором — холоферментом.
Только в комплексе с кофактором фермент приобретает свои активные свойства и способен участвовать в реакциях.

## Неорганические кофакторы

### Ионы металлов
Часто кофакторами являются ионы металлов. Поэтому в небольших количествах они должны поступать в организм с пищей. Для человека список основных металлов включает железо, марганец, магний, кобальт, медь, цинк, молибден. Хотя дефицит хрома и вызывает нарушение толерантности к глюкозе, не было найдено ни одного фермента, использующего хром как кофактор. Ещё одним жизненно необходимым элементом для человека является кальций, но кальций связывается с ферментами не в виде иона, а как белок кальмодулин.

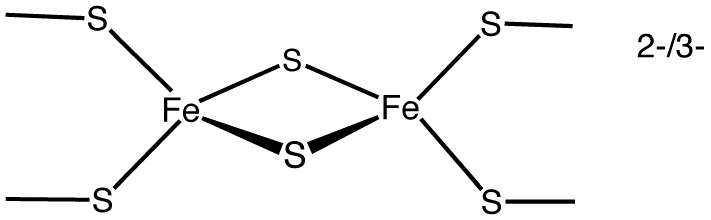
Простой кластер [Fe_{2}S_{2}] содержащий два атома железа и два атома серы, координируется четырьмя лигандами белками.

| Ион       | Примеры ферментов, содержащих этот ион                 |
| --------- | ------------------------------------------------------ |
| меди      | Цитохром с-оксидаза                                    |
| железа    | Каталаза Цитохромы (через Гем) Нитрогеназа Гидрогеназа |
| магния    | Глюкозо-6-фосфатаза Гексокиназа ДНК-полимераза         |
| марганца  | Аргиназа                                               |
| молибдена | Нитратредуктаза Нитрогеназа                            |
| никеля    | Уреаза                                                 |
| цинк      | Алкогольдегидрогеназа ДНК-полимераза                   |

### Железосерные кластеры
Железосерные кластеры — это комплексы железа и серы, связанные с белками. Они играют важную роль в транспорте электронов, окислительно-восстановительных реакциях, и как структурные блоки.

## Органические кофакторы
Органические кофакторы или Коферменты — вещества, предшественниками которых являются витамины. Коферменты резко специфичны к определенным реакциям, так как имеют определенную структуру. К коферментам относятся биотин (витамин H), ацетил-S-КоА (пантотеновая кислота), никотинамидные коферменты (ниацин) и др.